# Balclutha
Balclutha – miasto w Nowej Zelandii. Położone w południowo-wschodniej części Wyspy Południowej, w regionie Otago, 3989 mieszkańców. (dane szacunkowe – styczeń 2010).